# Poggio Bagnoli
Poggio Bagnoli è una frazione del comune italiano di Laterina Pergine Valdarno, nella provincia di Arezzo, in Toscana.
Si sviluppa lungo la strada Regionale n. 69 di Val d'Arno che collega Firenze ad Arezzo ed è lo snodo anche verso la Valdambra e la direzione per Siena. Dista 2 km dal capoluogo.
Il nome deriva dalla conformazione del territorio, poggio, e dalla famiglia, Bagnoli, che anticamente viveva nella zona.

## Storia
Nel territorio della frazione sono stati trovati un tesoretto di monete romane e, presso una sorgente d'acqua ferruginosa, una lamina di piombo di età tardo-imperiale. L'iscrizione presente su di essa attesta che in età romana, nel territorio di Poggio Bagnoli, erano venerate delle ninfe che, associate alle divinità degli inferi invece che al tradizionale ruolo di divinità salutifere, erano invocate per maledire un antagonista.
L'agglomerato comprende un presidio industriale importante per la zona, l'ex fabbrica Pergine Spa, che estraeva l'anidride carbonica, vera fonte di reddito per Poggio Bagnoli e dintorni; l'impianto è stato acquisito dall'azienda francese Air Liquide nella prima metà degli anni novanta e chiuso nel 2012 dopo qualche anno di inattività.

## Sport
Nei pressi della frazione sorge anche il campo sportivo "Alessandro Pasqui". Qui giocano il Gruppo Sportivo Pergine, le squadre giovanili dell'Arno Calcio Laterina e le formazioni locali amatoriali.